# Vladimir Vilner
Vladimir Vilner (russisk: Владимир Бертольдович Вильнер) (født 21. marts 1885 i Hrodna i det Russiske Kejserrige, død 9. august 1952 i Kijev i Sovjetunionen) var en sovjetisk filminstruktør.

## Filmografi
- Benja Krik (Беня Крик, 1926)[1][2]
- Cement (Цемент, 1927)